# PGC 135657
في فهرس المجرات الرئيسية PGC 135657 هي مجرة حلزونية ذات سطح منخفض السطوع في كوكبة قيطس. تقع على مسافة تقدر بحوالي 567 مليون سنة ضوئية من الأرض. ويبلغ قطرها المقدر 97,110 سنة ضوئية.

## وصلات خارجية
- PGC 135657 على موقع ويكي سكاي: DSS2, SDSS, GALEX, IRAS, Hydrogen α, X-Ray, Astrophoto, Sky Map, Articles and images